# Edy Rentería
Edy Renteria Mena (Riosucio, Chocó, Colombia, 3 de octubre de 1993) es un futbolista colombiano. Juega como defensa central  y su equipo actual es la Club Social y Deportivo Suchitepéquez de la primera división Guatemala

## Trayectoria
Inició en la escuela de Tressor Moreno en Tuluá. Luego tuvo un paso fugaz por Cúcuta Deportivo.
Luego pasó a las inferiores de Once Caldas, donde llegó en 2011 fue aceptado y promovido por Juan Carlos Osorio. Al primer equipo donde  debutó como profesional en 2012-2014 
En el 2015 llega a unión comercio  por pedido de Walter Aristizábal, quien lo observó en un torneo amateur colombiano. Ese mismo año jugaría la Copa Sudamericana 2015, teniendo un gran rendimiento en el torneo local. Es el extranjero con más partidos en el cuadro poderoso con 181 presencias. El 2017 tuvo un acercamiento con Atlético Nacional y Sporting Cristal, sin embargo, la directiva de Unión Comercio se negó a la transferencia.
2020 se une a Club Social Santos Fútbol Club mismo 2020 regresa a unión comercio por pandemia 
2021 ficha por Juan Aurich dirigido por jose ( Pepe) soto quien lo considera pieza importante y lo convierte en el segundo goleador del equipo con 7 goles siendo marcador central 
2022 ficha por Sport Boys Association del callao se vuelve ficha clave del equipo donde juega copa suramericana, ese mismo 2022 ficha por Cusco Fútbol Club donde consiguen el ascenso 
2023 se suma a Club Social Santos Fútbol Club
2024 Se une al club ADA JAEN DE CAJAMARCA CAMPEÓN DE LA COPA PERÚ para jugar por el club 

## Clubes
| Club           | País     | Año         |
| -------------- | -------- | ----------- |
| Once Caldas    | Colombia | 2012        |
| Real Cartagena | Colombia | 2013        |
| Once Caldas    | Colombia | 2013 - 2014 |
| Unión Comercio | Perú     | 2015 - 2020 |
| Juan Aurich    | Perú     | 2021        |
| Sport Boys     | Perú     | 2022        |
| Cusco FC       | Perú     | 2022        |
| Santos FC      | Perú     | 2023        |
| ADA            | Perú     | 2024 -      |

## Estadísticas
| Club                   | Temporada           | Liga  | Liga  | Copa Nacional | Copa Nacional | Copa Internacional | Copa Internacional | Total | Total |
| Club                   | Temporada           | Part. | Goles | Part.         | Goles         | Part.              | Goles              | Part. | Goles |
| ---------------------- | ------------------- | ----- | ----- | ------------- | ------------- | ------------------ | ------------------ | ----- | ----- |
| Once Caldas · Colombia | 2012                | 3     | 1     | 3             | 0             | -                  | -                  | 6     | 1     |
| Once Caldas · Colombia | 2013                | 1     | 0     | 5             | 0             | -                  | -                  | 6     | 0     |
| Once Caldas · Colombia | Total               | 4     | 1     | 8             | 0             | 0                  | 0                  | 12    | 1     |
| Unión Comercio · Perú  | 2015                | 27    | 0     | 0             | 0             | 2                  | 0                  | 29    | 0     |
| Unión Comercio · Perú  | 2016                | 38    | 2     | 0             | 0             | -                  | -                  | 38    | 2     |
| Unión Comercio · Perú  | 2017                | 42    | 1     | 0             | 0             | -                  | -                  | 42    | 1     |
| Unión Comercio · Perú  | 2018                | 34    | 2     | 0             | 0             | -                  | -                  | 34    | 2     |
| Unión Comercio · Perú  | 2019                | 29    | 2     | 2             | 2             | -                  | -                  | 31    | 4     |
| Unión Comercio · Perú  | 2020                | 7     | 1     | -             | -             | -                  | -                  | 7     | 1     |
| Unión Comercio · Perú  | Total               | 177   | 8     | 2             | 2             | 2                  | 0                  | 181   | 10    |
| Juan Aurich · Perú     | 2021                | 20    | 7     | 1             | 0             | -                  | -                  | 21    | 7     |
| Juan Aurich · Perú     | Total               | 20    | 7     | 1             | 0             | 0                  | 0                  | 21    | 7     |
| Sport Boys · Perú      | 2022                | 13    | 1     | 0             | 0             | 2                  | 0                  | 15    | 1     |
| Cusco FC · Perú        | 2022                | 0     | 0     | 0             | 0             | 0                  | 0                  | 0     | 0     |
|                        | Total               | 0     | 0     | 0             | 0             | 0                  | 0                  | 0     | 0     |
| Total en su carrera    | Total en su carrera | 201   | 16    | 11            | 2             | 2                  | 0                  | 214   | 18    |

## Palmarés

### Campeonatos nacionales
| Título | Club     | País | Año  |
| ------ | -------- | ---- | ---- |
| Liga 2 | Cusco FC | Perú | 2022 |

### Distinciones individuales
| Distinción                             | Año  |
| -------------------------------------- | ---- |
| Mejor once de la Liga 2 según la SAFAP | 2020 |
| Mejor once de la Liga 2 según la SAFAP | 2021 |